# Мачероне (Перуђа)
Мачероне је насеље у Италији у округу Перуђа, региону Умбрија.
Према процени из 2011. у насељу је живело 15 становника. Насеље се налази на надморској висини од 263 м.